# Serie A - 1ª Divisione Nazionale 2017-2018
La Serie A - 1ª Divisione Nazionale 2017-2018 è stata la 49ª edizione del torneo di Serie A del campionato italiano di pallamano maschile.

## Formula

### Prima fase
La formula per la stagione 2017/18 include, nel suo sviluppo, i meccanismi di promozione per la stagione 2018/19 nella quale la massima serie tornerà ad essere alla formula a girone unico a 14 squadre.
In questa stagione, pertanto, il campionato si aprirà con una 1ª fase a tre gironi (andata/ritorno) tra il 16 settembre e il 10 febbraio. A seguire, prenderà vita una 2ª fase con Poule Play-Off, Poule Promozione e Poule Play-Out.

### Seconda fase

#### Poule Play-Off
A girone unico, vi accedono 1ª e 2ª classificata dei Gironi A\B\C, tutte già automaticamente promosse alla Serie A1 della stagione 2018/19. La Poule Play-Off prevede gare di andata e ritorno tra 24 febbraio e 28 aprile.

#### Poule Promozione
A girone unico, vi accedono 3ª e 4ª classificata dei Gironi A\B\C. Anche qui si giocano gare di andata e ritorno (tra 24 febbraio e 28 aprile), con le prime tre della classifica all’esito di questa 2ª fase che ottengono l’accesso alla Serie A1 della stagione 2018/19.
Le restanti tre squadre, classificata a 4º, 5º e 6º posto della Poule Promozione, tornano in campo nella fase successiva.

#### Poule Play-Out
Mantiene la suddivisione a tre gironi, vi accedono le squadre classificate dal 5º al 10º posto dei singoli raggruppamenti. Si gioca tra 24 febbraio e 24 marzo, con la formula ad orologio e bonus di punti in partenza (da 12 a 0).
Le squadre classificate all’ultimo e penultimo posto della Poule, retrocedono in Serie A2. Le squadre classificate, invece, dal 5° all’8º posto della stessa Poule Play-Out, ottengono l’accesso alla 3ª fase.

### Terza fase

#### Play-Out Permanenza
Partecipano le 12 squadre classificate dal 1º al 4º posto della Poule Play-Out, che si affrontano in gare ad eliminazione diretta (andata\ritorno), con il seguente abbinamento deciso tramite sorteggio: 1° classificate – 4° classificate e 2°-3° classificate.
Le 6 squadre che vincono i rispettivi KO Matches passano alla 4ª fase, quelle eliminate retrocedono in A2.
Restano dunque 6 squadre reduci dalla Poule Play-Out e che hanno superato la 3ª fase.

### Quarta fase

#### Play-Out Permanenza
Si giocano 6 match a eliminazione diretta (andata\ritorno) – con accoppiamenti decisi per sorteggio -, all’esito della quale le 3 vincenti accedono alla 5ª fase dei Play-Out Permanenza e le 3 eliminate retrocedono in Serie A2.

### Quinta fase

#### Play-Out Permanenza
Partecipano tre squadre provenienti dalla 4ª fase e tre squadre, che entrano in gioco ora, provenienti invece dalla Poule Promozione.
A seguito di sorteggio, le squadre provenienti dalla Poule Promozione affrontano le formazioni che hanno vinto la 4ª fase. Il turno è ad eliminazione diretta (andata/ritorno) e mette in palio tre promozioni in Serie A1 per le vincenti.

### Sesta fase

#### Play-Off Permanenza
Per le tre squadre eliminate nella 5ª fase, resta un posto disponibile per la Serie A1, da contendersi in un concentramento che si gioca in campo neutro. Chi vince ottiene la promozione, per le altre due compagini retrocessione in Serie A2.

### Riepilogo promozioni campionato 2018-19
- Poule Play-Off (2ª fase): nº 6 promozioni
- Poule Promozione (2ª fase): nº 3 promozioni
- Play-Out Permanenza (5ª fase): nº 3 promozioni
- Play-Off Permanenza (6ª fase): nº 1 promozione
- Serie A2 Maschile: nº 1 promozione

## Girone A

### Squadre partecipanti
| Squadra         | Città                              | Sponsor tecnico | Palasport                     | Capacità |
| --------------- | ---------------------------------- | --------------- | ----------------------------- | -------- |
| Bozen           | Bolzano                            | Macron          | PalaGasteiner                 | 500      |
| Brixen          | Bressanone (BZ)                    | Jako            | Palasport di Via dei Laghetti | 2.000    |
| Cassano Magnago | Cassano Magnago (VA)               | Macron          | PalaTacca                     | 1.000    |
| Eppan           | Appiano sulla strada del vino (BZ) | Terranova       | Raffeisenhalle                | 300      |
| Malo            | Malo (VI)                          | Sportika        | PalaDeledda                   | 500      |
| Meran           | Merano (BZ)                        | Legea           | Palestra "Karl Wolf"          | 500      |
| Mezzocorona     | Mezzocorona (TN)                   | Joma            | PalaFornai                    | 300      |
| Pressano        | Lavis (TN)                         | Joma            | Palavis                       | 1.500    |
| Molteno         | Molteno (LC)                       | Panzeri         | Palasport San Giorgio         | 500      |
| Trieste         | Trieste                            | Hummel          | PalaChiarbola                 | 4.000    |

### Stagione regolare

#### Risultati
| Andata       | Andata | 1ª/10ª giornata     | Ritorno | Ritorno     |
|              |        |                     |         |             |
| 16 settembre | 21-21  | Trieste - Brixen    | 26-34   | 25 novembre |
| 16 settembre | 29-20  | C. Magnago - Eppan  | 23-25   | 25 novembre |
| 16 settembre | 23-17  | Malo - Pressano     | 23-30   | 25 novembre |
| 16 settembre | 20-41  | Mezzocorona - Bozen | 22-27   | 25 novembre |
| 16 settembre | 25-32  | Molteno - Meran     | 19-35   | 25 novembre |

| Andata       | Andata | 2ª/11ª giornata       | Ritorno | Ritorno    |
|              |        |                       |         |            |
| 23 settembre | 23-23  | Meran - Mezzocorona   | 20-17   | 2 dicembre |
| 23 settembre | 33-20  | Bozen - Malo          | 36-23   | 2 dicembre |
| 23 settembre | 31-25  | Brixen - Molteno      | 32-25   | 2 dicembre |
| 23 settembre | 21-22  | Eppan - Trieste       | 23-24   | 2 dicembre |
| 23 settembre | 20-20  | Pressano - C. Magnago | 17-13   | 2 dicembre |

| Andata     | Andata | 3ª/12ª giornata      | Ritorno | Ritorno    |
|            |        |                      |         |            |
| 30 ottobre | 22-26  | Mezzocorona - Brixen | 23-35   | 9 dicembre |
| 30 ottobre | 19-22  | Molteno - Eppan      | 22-23   | 9 dicembre |
| 30 ottobre | 27-21  | Bozen - Meran        | 29-27   | 9 dicembre |
| 30 ottobre | 24-30  | Malo - C. Magnago    | 29-31   | 9 dicembre |
| 30 ottobre | 20-23  | Trieste - Pressano   | 23-25   | 9 dicembre |

| Andata     | Andata | 4ª/13ª giornata      | Ritorno | Ritorno    |
|            |        |                      |         |            |
| 14 ottobre | 29-25  | Eppan - Mezzocorona  | 23-22   | 9 dicembre |
| 14 ottobre | 28-31  | Brixen - Bozen       | 26-26   | 9 dicembre |
| 14 ottobre | 25-21  | Meran - Malo         | 31-28   | 9 dicembre |
| 14 ottobre | 25-21  | Pressano - Molteno   | 29-23   | 9 dicembre |
| 14 ottobre | 17-29  | C. Magnago - Trieste | 26-24   | 9 dicembre |

| Andata     | Andata | 5ª/14ª giornata        | Ritorno | Ritorno     |
|            |        |                        |         |             |
| 21 ottobre | 26-23  | Meran - Brixen         | 22-30   | 23 dicembre |
| 21 ottobre | 34-29  | Bozen - Eppan          | 31-23   | 23 dicembre |
| 21 ottobre | 24-25  | Malo - Trieste         | 27-33   | 23 dicembre |
| 21 ottobre | 19-20  | Molteno - C. Magnago   | 17-30   | 23 dicembre |
| 21 ottobre | 16-20  | Mezzocorona - Pressano | 20-22   | 23 dicembre |

| Andata     | Andata | 6ª/15ª giornata          | Ritorno | Ritorno    |
|            |        |                          |         |            |
| 1 novembre | 17-15  | C. Magnago - Mezzocorona | 27-16   | 20 gennaio |
| 1 novembre | 18-29  | Pressano - Bozen         | 29-31   | 20 gennaio |
| 1 novembre | 26-22  | Eppan - Meran            | 21-34   | 20 gennaio |
| 1 novembre | 30-28  | Malo - Brixen            | 25-26   | 20 gennaio |
| 1 novembre | 26-17  | Trieste - Molteno        | 32-30   | 20 gennaio |

| Andata     | Andata | 7ª/16ª giornata       | Ritorno | Ritorno    |
|            |        |                       |         |            |
| 4 novembre | 25-21  | Bozen - C. Magnago    | 22-23   | 27 gennaio |
| 4 novembre | 17-19  | Mezzocorona - Trieste | 20-28   | 27 gennaio |
| 4 novembre | 27-22  | Brixen - Eppan        | 26-27   | 27 gennaio |
| 4 novembre | 24-30  | Meran - Pressano      | 19-23   | 27 gennaio |
| 4 novembre | 30-24  | Molteno - Malo        | 23-16   | 27 gennaio |

| Andata      | Andata | 8ª/17ª giornata       | Ritorno | Ritorno    |
|             |        |                       |         |            |
| 11 novembre | 27-26  | Molteno - Mezzocorona | 27-30   | 3 febbraio |
| 11 novembre | 24-28  | Trieste - Bozen       | 21-28   | 3 febbraio |
| 11 novembre | 20-28  | C. Magnago - Meran    | 22-20   | 3 febbraio |
| 11 novembre | 25-25  | Pressano - Brixen     | 28-24   | 3 febbraio |
| 11 novembre | 25-23  | Malo - Eppan          | 19-27   | 3 febbraio |

| Andata      | Andata | 9ª/18ª giornata     | Ritorno | Ritorno     |
|             |        |                     |         |             |
| 18 novembre | 31-24  | C. Magnago - Brixen | 30-30   | 10 febbraio |
| 18 novembre | 18-19  | Eppan - Pressano    | 19-29   | 10 febbraio |
| 18 novembre | 24-22  | Mezzocorona - Malo  | 23-28   | 10 febbraio |
| 18 novembre | 43-32  | Bozen - Molteno     | 33-25   | 10 febbraio |
| 18 novembre | 25-28  | Meran - Trieste     | 25-31   | 10 febbraio |

#### Classifica
|  | Pos. | Squadra         | Pt | G  | V  | N | S  | GF  | GS  | D    | Note                              |
|  | ---- | --------------- | -- | -- | -- | - | -- | --- | --- | ---- | --------------------------------- |
|  | 1.   | Bozen           | 33 | 18 | 16 | 1 | 1  | 554 | 432 | +122 | Qualificato ai playoff scudetto   |
|  | 2.   | Pressano        | 28 | 18 | 13 | 2 | 3  | 429 | 391 | +38  | Qualificato ai playoff scudetto   |
|  | 3.   | Trieste         | 23 | 18 | 11 | 1 | 6  | 456 | 431 | +25  | Qualificato alla Poule Promozione |
|  | 4.   | Brixen          | 22 | 18 | 9  | 4 | 5  | 503 | 458 | +45  | Qualificato ai Poule Promozione   |
|  | 5.   | Cassano Magnago | 20 | 18 | 9  | 2 | 7  | 421 | 413 | +8   | Playout                           |
|  | 6.   | Meran           | 17 | 18 | 8  | 1 | 9  | 459 | 443 | +16  | Playout                           |
|  | 7.   | Eppan           | 16 | 18 | 8  | 0 | 10 | 420 | 452 | -32  | Playout                           |
|  | 8.   | Malo            | 12 | 18 | 6  | 0 | 12 | 440 | 486 | -46  | Playout                           |
|  | 9.   | Mezzocorona     | 5  | 18 | 2  | 1 | 15 | 381 | 461 | -80  | Playout                           |
|  | 10.  | Molteno         | 4  | 18 | 2  | 0 | 16 | 419 | 515 | -96  | Playout                           |

### Playout

#### Risultati
1ª giornata
| Squadra 1       | Squadra 2   | Risultato                |
| --------------- | ----------- | ------------------------ |
| Cassano Magnago | Eppan       | C. Magnago, 24 feb. 2018 |
| Cassano Magnago | Eppan       | 31 – 19                  |
| Meran           | Mezzocorona | Merano, 24 feb. 2018     |
| Meran           | Mezzocorona | 24 – 24                  |
| Malo            | Molteno     | Malo, 24 feb. 2018       |
| Malo            | Molteno     | 25 – 21                  |

2ª giornata
| Squadra 1   | Squadra 2       | Risultato                                  |
| ----------- | --------------- | ------------------------------------------ |
| Mezzocorona | Cassano Magnago | Mezzocorona, 3 mar. 2018                   |
| Mezzocorona | Cassano Magnago | 28 - 32                                    |
| Meran       | Malo            | Merano, 3 mar. 2018                        |
| Meran       | Malo            | 30 - 19                                    |
| Eppan       | Molteno         | Appiano sulla strada del vino, 3 mar. 2018 |
| Eppan       | Molteno         | 24 – 24                                    |

3ª giornata
| Squadra 1       | Squadra 2   | Risultato                                   |
| --------------- | ----------- | ------------------------------------------- |
| Eppan           | Mezzocorona | Appiano sulla strada del vino, 10 mar. 2018 |
| Eppan           | Mezzocorona | 32 - 27                                     |
| Molteno         | Meran       | Molteno, 10 mar. 2018                       |
| Molteno         | Meran       | 22 - 24                                     |
| Cassano Magnago | Malo        | C. Magnago, 10 mar. 2018                    |
| Cassano Magnago | Malo        | 23 – 19                                     |

4ª giornata
| Squadra 1 | Squadra 2       | Risultato             |
| --------- | --------------- | --------------------- |
| Meran     | Eppan           | Merano, 17 mar. 2018  |
| Meran     | Eppan           | 27 - 22               |
| Malo      | Mezzocorona     | Malo, 17 mar. 2018    |
| Malo      | Mezzocorona     | 31 - 19               |
| Molteno   | Cassano Magnago | Molteno, 17 mar. 2018 |
| Molteno   | Cassano Magnago | 24 – 25               |

5ª giornata
| Squadra 1       | Squadra 2 | Risultato                                   |
| --------------- | --------- | ------------------------------------------- |
| Cassano Magnago | Meran     | C. Magnago, 24 mar. 2018                    |
| Cassano Magnago | Meran     | 24 - 27                                     |
| Eppan           | Malo      | Appiano sulla strada del vino, 24 mar. 2018 |
| Eppan           | Malo      | 26 - 28                                     |
| Mezzocorona     | Molteno   | Mezzocorona, 24 mar. 2018                   |
| Mezzocorona     | Molteno   | 28 – 25                                     |

#### Classifica
|  | Pos. | Squadra         | Pt | G | V | N | S | GF  | GS  | D   | Note          |
|  | ---- | --------------- | -- | - | - | - | - | --- | --- | --- | ------------- |
|  | 1.   | Cassano Magnago | 18 | 5 | 4 | 0 | 1 | 135 | 117 | +18 | Playout       |
|  | 2.   | Meran           | 17 | 5 | 4 | 1 | 0 | 132 | 111 | +21 | Playout       |
|  | 3.   | Malo            | 10 | 5 | 3 | 0 | 2 | 122 | 119 | +3  | Playout       |
|  | 4.   | Eppan           | 9  | 5 | 1 | 1 | 3 | 123 | 137 | -14 | Playout       |
|  | 5.   | Mezzocorona     | 5  | 5 | 1 | 1 | 3 | 127 | 144 | -17 | Retrocessione |
|  | 6.   | Molteno         | 1  | 5 | 0 | 1 | 4 | 116 | 127 | -11 | Retrocessione |

## Girone B

### Squadre partecipanti
| Squadra        | Città                       | Sponsor tecnico | Palasport                     | Capacità |
| -------------- | --------------------------- | --------------- | ----------------------------- | -------- |
| Bologna United | Bologna                     | Givova          | PalaSavena                    | 2.700    |
| Carpi          | Carpi (MO)                  | Adidas          | PalaVallauri                  | 200      |
| Cingoli        | Cingoli (MC)                | Erreà           | Palasport "Luigino Quaresima" | 500      |
| Cologne        | Cologne (BS)                | Kreas           | Palasport "Dante Alighieri"   | 500      |
| Modena         | Modena                      | Erreà           | PalaMolza                     | 300      |
| Oriago-Padova  | Padova                      | Legea           | PalaFarfalle                  | 100      |
| Romagna        | Imola (BO)                  | Joma            | PalaCavina                    | 300      |
| Tavarnelle     | Tavarnelle Val di Pesa (FI) | Kreas           | PalaFrancioli                 | 1.500    |
| Teramo         | Teramo                      | Joma            | Palasport "Giorgio Binchi"    | 1.000    |

### Regular Season

#### Risultati
| Andata       | Andata          | 1ª/10ª giornata         | Ritorno | Ritorno     |
|              |                 |                         |         |             |
| 16 settembre | 23-23           | Bologna Utd - Oriago PD | 26-20   | 25 novembre |
| 16 settembre | 15-19           | Modena - Cologne        | 24-27   | 25 novembre |
| 16 settembre | 28-37           | Carpi - Tavarnelle      | 27-27   | 25 novembre |
| 16 settembre | 20-26           | Romagna - Teramo        | 26-24   | 25 novembre |
| 16 settembre | Riposa: Cingoli |                         |         | 25 novembre |

| Andata       | Andata             | 2ª/11ª giornata      | Ritorno | Ritorno    |
|              |                    |                      |         |            |
| 23 settembre | 33-27              | Cologne - Carpi      | 25-24   | 2 dicembre |
| 23 settembre | 22-23              | Oriago PD - Modena   | 29-20   | 2 dicembre |
| 23 settembre | 18-29              | Teramo - Bologna Utd | 27-29   | 2 dicembre |
| 23 settembre | 40-22              | Cingoli - Romagna    | 31-24   | 2 dicembre |
| 23 settembre | Riposa: Tavarnelle |                      |         | 2 dicembre |

| Andata     | Andata          | 3ª/12ª giornata       | Ritorno | Ritorno    |
|            |                 |                       |         |            |
| 30 ottobre | 39-33           | Bologna Utd - Cingoli | 31-27   | 9 dicembre |
| 30 ottobre | 21-21           | Modena - Teramo       | 16-24   | 9 dicembre |
| 30 ottobre | 24-24           | Tavarnelle - Cologne  | 20-26   | 9 dicembre |
| 30 ottobre | 30-34           | Carpi - Oriago PD     | 31-20   | 9 dicembre |
| 30 ottobre | Riposa: Romagna |                       |         | 9 dicembre |

| Andata     | Andata          | 4ª/13ª giornata        | Ritorno | Ritorno    |
|            |                 |                        |         |            |
| 14 ottobre | 31-24           | Cingoli - Modena       | 34-22   | 9 dicembre |
| 14 ottobre | 25-20           | Teramo - Carpi         | 26-27   | 9 dicembre |
| 14 ottobre | 21-36           | Romagna - Bologna Utd  | 18-32   | 9 dicembre |
| 14 ottobre | 27-20           | Oriago PD - Tavarnelle | 29-19   | 9 dicembre |
| 14 ottobre | Riposa: Cologne |                        |         | 9 dicembre |

| Andata     | Andata | 5ª/14ª giornata     | Ritorno | Ritorno     |
|            |        |                     |         |             |
| 21 ottobre | 29-30  | Carpi - Cingoli     | 27-28   | 23 dicembre |
| 21 ottobre | 21-22  | Cologne - Oriago PD | 21-18   | 23 dicembre |
| 21 ottobre | 24-24  | Tavarnelle - Teramo | 20-28   | 23 dicembre |
| 21 ottobre | 28-21  | Modena - Romagna    | 21-23   | 23 dicembre |
| 21 ottobre |        | Riposa: Bologna Utd | 20-22   | 23 dicembre |

| Andata     | Andata                | 6ª/15ª giornata      | Ritorno | Ritorno    |
|            |                       |                      |         |            |
| 1 novembre | 27-24                 | Teramo - Cologne     | 22-22   | 20 gennaio |
| 1 novembre | 34-28                 | Cingoli - Tavarnelle | 30-35   | 20 gennaio |
| 1 novembre | 30-26                 | Romagna - Carpi      | 24-28   | 20 gennaio |
| 1 novembre | 29-26                 | Bologna Utd - Modena | 28-23   | 20 gennaio |
| 1 novembre | Riposa: Oriago Padova |                      |         | 20 gennaio |

| Andata     | Andata         | 7ª/16ª giornata      | Ritorno | Ritorno    |
|            |                |                      |         |            |
| 4 novembre | 30-20          | Tavarnelle - Romagna | 22-23   | 27 gennaio |
| 4 novembre | 28-27          | Carpi - Bologna Utd  | 20-28   | 27 gennaio |
| 4 novembre | 19-18          | Oriago PD - Teramo   | 26-27   | 27 gennaio |
| 4 novembre | 28-24          | Cologne - Cingoli    | 19-23   | 27 gennaio |
| 4 novembre | Riposa: Modena |                      |         | 27 gennaio |

| Andata      | Andata         | 8ª/17ª giornata          | Ritorno | Ritorno    |
|             |                |                          |         |            |
| 11 novembre | 24-20          | Cingoli - Oriago PD      | 21-26   | 3 febbraio |
| 11 novembre | 24-28          | Romagna - Cologne        | 22-22   | 3 febbraio |
| 11 novembre | 29-29          | Bologna Utd - Tavarnelle | 21-32   | 3 febbraio |
| 11 novembre | 30-23          | Modena - Carpi           | 26-30   | 3 febbraio |
| 11 novembre | Riposa: Teramo |                          |         | 3 febbraio |

| Andata      | Andata        | 9ª/18ª giornata       | Ritorno | Ritorno     |
|             |               |                       |         |             |
| 18 novembre | 34-23         | Oriago PD - Romagna   | 28-23   | 10 febbraio |
| 18 novembre | 23-20         | Teramo - Cingoli      | 21-21   | 10 febbraio |
| 18 novembre | 23-31         | Cologne - Bologna Utd | 31-33   | 10 febbraio |
| 18 novembre | 19-20         | Tavarnelle - Modena   | 23-22   | 10 febbraio |
| 18 novembre | Riposa: Carpi |                       |         | 10 febbraio |

#### Classifica
|  | Pos. | Squadra        | Pt | G  | V  | P | S  | GF  | GS  | D   | Note                              |
|  | ---- | -------------- | -- | -- | -- | - | -- | --- | --- | --- | --------------------------------- |
|  | 1.   | Bologna United | 26 | 16 | 12 | 2 | 2  | 471 | 403 | +68 | Qualificato ai playoff scudetto   |
|  | 2.   | Cingoli        | 19 | 16 | 9  | 1 | 6  | 455 | 419 | +36 | Qualificato ai playoff scudetto   |
|  | 3.   | Oriago-Padova  | 19 | 16 | 9  | 1 | 6  | 391 | 369 | +22 | Qualificato alla Poule Promozione |
|  | 4.   | Cologne        | 19 | 16 | 8  | 3 | 5  | 394 | 384 | +10 | Qualificato alla Poule Promozione |
|  | 5.   | Teramo         | 18 | 16 | 7  | 4 | 5  | 380 | 358 | +22 | Playout                           |
|  | 6.   | Tavarnelle     | 16 | 16 | 6  | 4 | 6  | 421 | 421 | +0  | Playout                           |
|  | 7.   | Carpi          | 11 | 16 | 5  | 1 | 10 | 429 | 450 | -21 | Playout                           |
|  | 8.   | Modena         | 9  | 16 | 4  | 1 | 11 | 361 | 403 | -42 | Playout                           |
|  | 9.   | Romagna        | 7  | 16 | 3  | 1 | 12 | 373 | 468 | -95 | Playout                           |

### Playout

#### Risultati
1ª giornata
| Squadra 1 | Squadra 2  | Risultato            |
| --------- | ---------- | -------------------- |
| Teramo    | Carpi      | Teramo, 24 feb. 2018 |
| Teramo    | Carpi      | 35 – 31              |
| Romagna   | Tavarnelle | Imola, 24 feb. 2018  |
| Romagna   | Tavarnelle | 26 – 34              |

2ª giornata
| Squadra 1  | Squadra 2 | Risultato                     |
| ---------- | --------- | ----------------------------- |
| Carpi      | Romagna   | Carpi, 3 mar. 2018            |
| Carpi      | Romagna   | 30 - 25                       |
| Tavarnelle | Modena    | Colle val d'Elsa, 3 mar. 2018 |
| Tavarnelle | Modena    | 25 - 18                       |

3ª giornata
| Squadra 1  | Squadra 2 | Risultato                      |
| ---------- | --------- | ------------------------------ |
| Modena     | Teramo    | Modena, 10 mar. 2018           |
| Modena     | Teramo    | 13 - 23                        |
| Tavarnelle | Carpi     | Colle val d'Elsa, 10 mar. 2018 |
| Tavarnelle | Carpi     | 23 - 30                        |

4ª giornata
| Squadra 1 | Squadra 2  | Risultato            |
| --------- | ---------- | -------------------- |
| Teramo    | Tavarnelle | Teramo, 17 mar. 2018 |
| Teramo    | Tavarnelle | 27 - 18              |
| Modena    | Romagna    | Modena, 17 mar. 2018 |
| Modena    | Romagna    | 17 - 19              |

5ª giornata
| Squadra 1 | Squadra 2 | Risultato           |
| --------- | --------- | ------------------- |
| Romagna   | Teramo    | Imola, 24 mar. 2018 |
| Romagna   | Teramo    | 24 - 28             |
| Carpi     | Modena    | Carpi, 24 mar. 2018 |
| Carpi     | Modena    | 38 - 27             |

#### Classifica
|  | Pos. | Squadra    | Pt | G | V | P | S | GF  | GS  | D   | Note          |
|  | ---- | ---------- | -- | - | - | - | - | --- | --- | --- | ------------- |
|  | 1.   | Teramo     | 18 | 4 | 4 | 0 | 0 | 113 | 83  | +37 | Playout       |
|  | 2.   | Carpi      | 12 | 4 | 3 | 0 | 1 | 129 | 110 | +19 | Playout       |
|  | 3.   | Tavarnelle | 12 | 4 | 2 | 0 | 2 | 100 | 101 | -1  | Playout       |
|  | 4.   | Romagna    | 6  | 4 | 2 | 0 | 2 | 94  | 109 | -15 | Playout       |
|  | 5.   | Modena     | 4  | 4 | 0 | 0 | 4 | 75  | 105 | -30 | Retrocessione |

## Girone C

### Squadre partecipanti
| Squadra           | Città           | Sponsor tecnico | Palasport                                     | Capacità  |
| ----------------- | --------------- | --------------- | --------------------------------------------- | --------- |
| Albatro Siracusa  | Siracusa        | Hummel          | PalaLoBello                                   | 2.700     |
| Benevento         | Benevento       | Givova          | PalAdua                                       | 500       |
| Conversano        | Conversano (BA) | Kappa           | Pala San Giacomo                              | 4.000     |
| Fondi             | Fondi (LT)      | Erreà           | Palasport di Fondi                            | 2.000     |
| Gaeta             | Gaeta (LT)      | Macron          | Palasport di Fondi Palasport "Marica Bianchi" | 2.000 300 |
| Junior Fasano     | Fasano (BR)     | Macron          | Palestra "Franco Zizzi"                       | 500       |
| Noci              | Noci (BA)       | Joma            | PalaIntini                                    | 1.000     |
| Ragusa            | Ragusa          | Joma            | PalaParisi                                    | 100       |
| Valentino Ferrara | Benevento       | Joma            | PalAdua                                       | 500       |

### Regular Season

#### Risultati
| Andata       | Andata             | 1ª/10ª giornata         | Ritorno | Ritorno     |
|              |                    |                         |         |             |
| 16 settembre | 25-19              | Gaeta - Ragusa          | 31-26   | 25 novembre |
| 16 settembre | 28-22              | Albatro - V. Ferrara BN | 31-25   | 25 novembre |
| 16 settembre | 34-26              | Junior Fasano - Noci    | 27-26   | 25 novembre |
| 16 settembre | 26-28              | Benevento - Fondi       | 22-28   | 25 novembre |
| 16 settembre | Riposa: Conversano |                         |         | 25 novembre |

| Andata       | Andata       | 2ª/11ª giornata               | Ritorno | Ritorno    |
|              |              |                               |         |            |
| 23 settembre | 32-38        | V. Ferrara BN - Junior Fasano | 21-36   | 2 dicembre |
| 23 settembre | 21-34        | Ragusa - Albatro              | 19-34   | 2 dicembre |
| 23 settembre | 33-26        | Fondi - Gaeta                 | 25-23   | 2 dicembre |
| 23 settembre | 30-16        | Conversano - Benevento        | 28-23   | 2 dicembre |
| 23 settembre | Riposa: Noci |                               |         | 2 dicembre |

| Andata     | Andata            | 3ª/12ª giornata        | Ritorno | Ritorno    |
|            |                   |                        |         |            |
| 30 ottobre | 20-35             | Gaeta - Conversano     | 24-27   | 9 dicembre |
| 30 ottobre | 27-24             | Albatro - Fondi        | 20-31   | 9 dicembre |
| 30 ottobre | 35-33             | Noci - V. Ferrara BN   | 34-33   | 9 dicembre |
| 30 ottobre | 51-19             | Junior Fasano - Ragusa | 36-24   | 9 dicembre |
| 30 ottobre | Riposa: Benevento |                        |         | 9 dicembre |

| Andata     | Andata                       | 4ª/13ª giornata       | Ritorno | Ritorno    |
|            |                              |                       |         |            |
| 14 ottobre | 28-21                        | Conversano - Albatro  | 24-20   | 9 dicembre |
| 14 ottobre | 29-34                        | Fondi - Junior Fasano | 25-33   | 9 dicembre |
| 14 ottobre | 21-28                        | Benevento - Gaeta     | 27-28   | 9 dicembre |
| 14 ottobre | 21-35                        | Ragusa - Noci         | 20-36   | 9 dicembre |
| 14 ottobre | Riposa: V. Ferrara Benevento |                       |         | 9 dicembre |

| Andata     | Andata        | 5ª/14ª giornata            | Ritorno | Ritorno     |
|            |               |                            |         |             |
| 21 ottobre | 21-21         | Junior Fasano - Conversano | 23-27   | 23 dicembre |
| 21 ottobre | 36-22         | V. Ferrara BN - Ragusa     | 29-21   | 23 dicembre |
| 21 ottobre | 33-26         | Noci - Fondi               | 23-31   | 23 dicembre |
| 21 ottobre | 34-20         | Albatro - Benevento        | 25-21   | 23 dicembre |
| 21 ottobre | Riposa: Gaeta |                            |         | 23 dicembre |

| Andata     | Andata         | 6ª/15ª giornata           | Ritorno | Ritorno    |
|            |                |                           |         |            |
| 1 novembre | 32-34          | Fondi - V. Ferrara BN     | 32-27   | 20 gennaio |
| 1 novembre | 26-24          | Conversano - Noci         | 31-26   | 20 gennaio |
| 1 novembre | 31-32          | Benevento - Junior Fasano | 15-34   | 20 gennaio |
| 1 novembre | 30-23          | Gaeta - Albatro           | 20-21   | 20 gennaio |
| 1 novembre | Riposa: Ragusa |                           |         | 20 gennaio |

| Andata     | Andata          | 7ª/16ª giornata            | Ritorno | Ritorno    |
|            |                 |                            |         |            |
| 4 novembre | 27-22           | Noci - Benevento           | 29-22   | 27 gennaio |
| 4 novembre | 35-20           | Junior Fasano - Gaeta      | 31-15   | 27 gennaio |
| 4 novembre | 21-30           | Ragusa - Fondi             | 24-35   | 27 gennaio |
| 4 novembre | 23-30           | V. Ferrara BN - Conversano | 29-35   | 27 gennaio |
| 4 novembre | Riposa: Albatro |                            |         | 27 gennaio |

| Andata      | Andata        | 8ª/17ª giornata           | Ritorno | Ritorno    |
|             |               |                           |         |            |
| 11 novembre | 38-19         | Conversano - Ragusa       | 30-18   | 3 febbraio |
| 11 novembre | 28-31         | Benevento - V. Ferrara BN | 21-28   | 3 febbraio |
| 11 novembre | 24-21         | Gaeta - Noci              | 28-27   | 3 febbraio |
| 11 novembre | 24-24         | Albatro - Junior Fasano   | 19-22   | 3 febbraio |
| 11 novembre | Riposa: Fondi |                           |         | 3 febbraio |

| Andata      | Andata                | 9ª/18ª giornata       | Ritorno | Ritorno     |
|             |                       |                       |         |             |
| 18 novembre | 23-33                 | Fondi - Conversano    | 25-29   | 10 febbraio |
| 18 novembre | 22-21                 | Noci - Albatro        | 23-24   | 10 febbraio |
| 18 novembre | 24-30                 | V. Ferrara BN - Gaeta | 24-25   | 10 febbraio |
| 18 novembre | 26-30                 | Ragusa - Benevento    | 19-19   | 10 febbraio |
| 18 novembre | Riposa: Junior Fasano |                       |         | 10 febbraio |

#### Classifica
|  | Pos. | Squadra          | Pt | G  | V  | P | S  | GF  | GS  | D    | Note                              |
|  | ---- | ---------------- | -- | -- | -- | - | -- | --- | --- | ---- | --------------------------------- |
|  | 1.   | Conversano       | 31 | 16 | 15 | 1 | 0  | 472 | 355 | +117 | Qualificato ai playoff scudetto   |
|  | 2.   | Junior Fasano    | 28 | 16 | 13 | 2 | 1  | 511 | 374 | +137 | Qualificato ai playoff scudetto   |
|  | 3.   | Albatro Siracusa | 19 | 16 | 9  | 1 | 6  | 406 | 376 | +30  | Qualificato alla Poule Promozione |
|  | 4.   | Fondi            | 18 | 16 | 9  | 0 | 7  | 457 | 435 | +22  | Qualificato alla Poule Promozione |
|  | 5.   | Gaeta            | 18 | 16 | 9  | 0 | 7  | 397 | 419 | -22  | Playout                           |
|  | 6.   | Noci             | 16 | 16 | 8  | 0 | 8  | 447 | 423 | +24  | Playout                           |
|  | 7.   | VF Benevento     | 10 | 16 | 5  | 0 | 11 | 451 | 478 | -27  | Playout                           |
|  | 8.   | Benevento        | 3  | 15 | 1  | 1 | 14 | 364 | 455 | -91  | Playout                           |
|  | 9.   | Ragusa           | 1  | 15 | 0  | 1 | 15 | 339 | 529 | -190 | Playout                           |

### Playout

#### Risultati
1ª giornata
| Squadra 1 | Squadra 2         | Risultato            |
| --------- | ----------------- | -------------------- |
| Gaeta     | Valentino Ferrara | Gaeta, 24 feb. 2018  |
| Gaeta     | Valentino Ferrara | 26 – 25              |
| Ragusa    | Noci              | Ragusa, 24 feb. 2018 |
| Ragusa    | Noci              | 23 – 35              |

2ª giornata
| Squadra 1         | Squadra 2 | Risultato              |
| ----------------- | --------- | ---------------------- |
| Valentino Ferrara | Ragusa    | Benevento, 3 mar. 2018 |
| Valentino Ferrara | Ragusa    | 40 - 20                |
| Noci              | Benevento | Noci, 3 mar. 2018      |
| Noci              | Benevento | 24 - 24                |

3ª giornata
| Squadra 1 | Squadra 2         | Risultato               |
| --------- | ----------------- | ----------------------- |
| Benevento | Gaeta             | Benevento, 10 mar. 2018 |
| Benevento | Gaeta             | 24 - 30                 |
| Noci      | Valentino Ferrara | Noci, 10 mar. 2018      |
| Noci      | Valentino Ferrara | 30 - 26                 |

4ª giornata
| Squadra 1 | Squadra 2 | Risultato               |
| --------- | --------- | ----------------------- |
| Gaeta     | Noci      | Gaeta, 17 mar. 2018     |
| Gaeta     | Noci      | 24 - 24                 |
| Benevento | Ragusa    | Benevento, 17 mar. 2018 |
| Benevento | Ragusa    | 47 - 20                 |

5ª giornata
| Squadra 1         | Squadra 2 | Risultato               |
| ----------------- | --------- | ----------------------- |
| Ragusa            | Gaeta     | Ragusa, 24 mar. 2018    |
| Ragusa            | Gaeta     | 18 - 34                 |
| Valentino Ferrara | Benevento | Benevento, 24 mar. 2018 |
| Valentino Ferrara | Benevento | 26 - 23                 |

#### Classifica
|  | Pos. | Squadra      | Pt | G | V | P | S | GF  | GS  | D   | Note          |
|  | ---- | ------------ | -- | - | - | - | - | --- | --- | --- | ------------- |
|  | 1.   | Gaeta        | 17 | 4 | 3 | 1 | 0 | 114 | 91  | +23 | Playout       |
|  | 2.   | Noci         | 14 | 4 | 2 | 2 | 0 | 115 | 97  | +18 | Playout       |
|  | 3.   | VF Benevento | 10 | 4 | 2 | 0 | 2 | 117 | 101 | +16 | Playout       |
|  | 4.   | Benevento    | 7  | 4 | 1 | 1 | 2 | 118 | 100 | +18 | Playout       |
|  | 5.   | Ragusa       | 2  | 4 | 0 | 0 | 4 | 81  | 156 | -75 | Retrocessione |

## Poule Playoff Scudetto

### Risultati
| Andata      | Andata | 1ª/6ª giornata         | Ritorno | Ritorno  |
|             |        |                        |         |          |
| 24 febbraio | 21-19  | Pressano - Bologna Utd | 26-19   | 31 marzo |
| 24 febbraio | 24-21  | Bozen - Junior Fasano  | 25-27   | 31 marzo |
| 24 febbraio | 26-29  | Cingoli - Conversano   | 28-33   | 31 marzo |

| Andata      | Andata | 2ª/7ª giornata           | Ritorno | Ritorno   |
|             |        |                          |         |           |
| 24 febbraio | 19-25  | Junior Fasano - Pressano | 28-27   | 14 aprile |
| 24 febbraio | 30-26  | Conversano - Bozen       | 33-29   | 14 aprile |
| 24 febbraio | 28-23  | Bologna Utd - Cingoli    | 29-22   | 14 aprile |

| Andata   | Andata | 3ª/8ª giornata              | Ritorno | Ritorno   |
|          |        |                             |         |           |
| 10 marzo | 32-23  | Junior Fasano - Bologna Utd | 34-24   | 21 aprile |
| 10 marzo | 25-24  | Pressano - Conversano       | 18-25   | 21 aprile |
| 10 marzo | 45-31  | Bozen - Cingoli             | 33-25   | 21 aprile |

| Andata   | Andata | 4ª/9ª giornata           | Ritorno | Ritorno   |
|          |        |                          |         |           |
| 17 marzo | 37-38  | Cingoli - Junior Fasano  | 24-37   | 25 aprile |
| 17 marzo | 31-16  | Bozen - Pressano         | 25-23   | 25 aprile |
| 17 marzo | 34-26  | Conversano - Bologna Utd | 30-21   | 25 aprile |

| Andata   | Andata | 5ª/10ª giornata            | Ritorno | Ritorno   |
|          |        |                            |         |           |
| 24 marzo | 27-22  | Junior Fasano - Conversano | 33-27   | 28 aprile |
| 24 marzo | 33-19  | Pressano - Cingoli         | 30-26   | 28 aprile |
| 24 marzo | 23-30  | Bologna Utd - Bozen        | 28-30   | 28 aprile |

### Classifica
|  | Pos. | Squadra        | Pt | G  | V | N | S  | GF  | GS  | D   | Note                |
|  | ---- | -------------- | -- | -- | - | - | -- | --- | --- | --- | ------------------- |
|  | 1.   | Junior Fasano  | 16 | 10 | 8 | 0 | 2  | 296 | 258 | +38 | Semifinali Scudetto |
|  | 2.   | Conversano     | 14 | 10 | 7 | 0 | 3  | 287 | 259 | +28 | Semifinali Scudetto |
|  | 3.   | Bozen          | 14 | 10 | 7 | 0 | 3  | 298 | 258 | +41 | Semifinali Scudetto |
|  | 4.   | Pressano       | 12 | 10 | 6 | 0 | 4  | 244 | 235 | +9  | Semifinali Scudetto |
|  | 5.   | Bologna United | 4  | 10 | 2 | 0 | 8  | 240 | 282 | -42 |                     |
|  | 6.   | Cingoli        | 0  | 10 | 0 | 0 | 10 | 261 | 335 | -74 |                     |

## Poule Promozione

### Risultati
| Andata      | Andata | 1ª/6ª giornata      | Ritorno | Ritorno  |
|             |        |                     |         |          |
| 24 febbraio | 29-25  | Trieste - Albatro   | 24-23   | 31 marzo |
| 24 febbraio | 22-22  | Cologne - Oriago PD | 19-25   | 31 marzo |
| 24 febbraio | 31-24  | Brixen - Fondi      | 23-22   | 31 marzo |

| Andata      | Andata | 2ª/7ª giornata      | Ritorno | Ritorno   |
|             |        |                     |         |           |
| 24 febbraio | 22-22  | Oriago PD - Trieste | 25-25   | 14 aprile |
| 24 febbraio | 24-25  | Fondi - Cologne     | 24-25   | 14 aprile |
| 24 febbraio | 21-29  | Albatro - Brixen    | 29-32   | 14 aprile |

| Andata   | Andata | 3ª/8ª giornata     | Ritorno | Ritorno   |
|          |        |                    |         |           |
| 10 marzo | 27-23  | Trieste - Cologne  | 28-28   | 21 aprile |
| 10 marzo | 28-22  | Albatro - Fondi    | 28-22   | 21 aprile |
| 10 marzo | 30-26  | Brixen - Oriago PD | 26-26   | 21 aprile |

| Andata   | Andata | 4ª/9ª giornata    | Ritorno | Ritorno   |
|          |        |                   |         |           |
| 17 marzo | 36-32  | Trieste - Brixen  | 23-28   | 25 aprile |
| 17 marzo | 22-22  | Oriago PD - Fondi | 22-24   | 25 aprile |
| 17 marzo | 24-21  | Cologne - Albatro | 16-26   | 25 aprile |

| Andata   | Andata | 5ª/10ª giornata     | Ritorno | Ritorno   |
|          |        |                     |         |           |
| 24 marzo | 28-26  | Fondi - Trieste     | 19-31   | 28 aprile |
| 24 marzo | 27-25  | Albatro - Oriago PD | 31-19   | 28 aprile |
| 24 marzo | 30-20  | Brixen - Cologne    | 26-27   | 28 aprile |

### Classifica
|  | Pos. | Squadra          | Pt | G  | V | N | S | GF  | GS  | D   | Note       |
|  | ---- | ---------------- | -- | -- | - | - | - | --- | --- | --- | ---------- |
|  | 1.   | Brixen           | 15 | 10 | 7 | 1 | 2 | 287 | 253 | +34 | Promozione |
|  | 2.   | Trieste          | 13 | 10 | 5 | 3 | 2 | 271 | 253 | +18 | Promozione |
|  | 3.   | Albatro Siracusa | 10 | 10 | 5 | 0 | 5 | 259 | 242 | +17 | Promozione |
|  | 4.   | Cologne          | 10 | 10 | 4 | 2 | 4 | 229 | 253 | -24 | Playout    |
|  | 5.   | Oriago-Padova    | 7  | 10 | 1 | 5 | 4 | 234 | 248 | -14 | Playout    |
|  | 6.   | Fondi            | 5  | 10 | 2 | 1 | 7 | 231 | 261 | -30 | Playout    |

## Playout permanenza - terza fase

### Risultati
| Squadra 1 | Squadra 2       | Andata                  | Ritorno                       | Totale  |
| --------- | --------------- | ----------------------- | ----------------------------- | ------- |
| Eppan     | Teramo          | Appiano, 14 apr. 2018   | Teramo, 21 apr. 2018          | 49 - 50 |
| Eppan     | Teramo          | 26 – 23                 | 23 – 27                       | 49 - 50 |
| Benevento | Cassano Magnago | Benevento, 15 apr. 2018 | Cassano Magnago, 22 apr. 2018 | 42 - 47 |
| Benevento | Cassano Magnago | 25 – 24                 | 17 – 23                       | 42 - 47 |

| Squadra 1    | Squadra 2    | Andata                  | Ritorno              | Totale  |
| ------------ | ------------ | ----------------------- | -------------------- | ------- |
| Romagna      | Gaeta        | Imola, 14 apr. 2018     | Gaeta, 21 apr. 2018  | 42 - 61 |
| Romagna      | Gaeta        | 24 – 27                 | 18 – 34              | 42 - 61 |
| VF Benevento | Black Devils | Benevento, 14 apr. 2018 | Merano, 21 apr. 2018 | 59 - 78 |
| VF Benevento | Black Devils | 26 – 36                 | 33 – 42              | 59 - 78 |

| Squadra 1  | Squadra 2 | Andata                   | Ritorno             | Totale  |
| ---------- | --------- | ------------------------ | ------------------- | ------- |
| Malo       | Carpi     | Malo, 14 apr. 2018       | Carpi, 21 apr. 2018 | 52 - 52 |
| Malo       | Carpi     | 26 – 25                  | 26 – 27             | 52 - 52 |
| Tavarnelle | Noci      | Tavarnelle, 14 apr. 2018 | Noci, 21 apr. 2018  | 56 - 54 |
| Tavarnelle | Noci      | 27 – 25                  | 29 – 29             | 56 - 54 |

## Playout permanenza - quarta fase

### Risultati
| Squadra 1  | Squadra 2       | Andata                   | Ritorno                      | Totale  |
| ---------- | --------------- | ------------------------ | ---------------------------- | ------- |
| Meran      | Teramo          | Merano, 28 apr. 2018     | Teramo, 1 mag. 2018          | 58 - 47 |
| Meran      | Teramo          | 26 – 21                  | 32 – 26                      | 58 - 47 |
| Tavarnelle | Cassano Magnago | Tavarnelle, 28 apr. 2018 | Cassano Magnago, 1 mag. 2018 | 52 - 61 |
| Tavarnelle | Cassano Magnago | 25 – 27                  | 27 – 34                      | 52 - 61 |
| Malo       | Gaeta           | Malo, 28 apr. 2018       | Gaeta, 1 mag. 2018           | 50 - 54 |
| Malo       | Gaeta           | 24 – 21                  | 26 – 33                      | 50 - 54 |

## Playout permanenza - quinta fase

### Risultati
| Squadra 1       | Squadra 2     | Andata                        | Ritorno               | Totale  |
| --------------- | ------------- | ----------------------------- | --------------------- | ------- |
| Meran           | Oriago-Padova | Merano, 12 mag. 2018          | Padova, 19 mag. 2018  | 52 - 40 |
| Meran           | Oriago-Padova | 29 – 19                       | 23 – 21               | 52 - 40 |
| Cassano Magnago | Cologne       | Cassano Magnago, 12 mag. 2018 | Cologne, 19 mag. 2018 | 46 - 42 |
| Cassano Magnago | Cologne       | 25 – 24                       | 21 – 18               | 46 - 42 |
| Gaeta           | Fondi         | Fondi, 12 mag. 2018           | Fondi, 19 mag. 2018   | 49 - 45 |
| Gaeta           | Fondi         | 30 – 26                       | 19 – 19               | 49 - 45 |

## Playout permanenza - sesta fase
Per stabilire l'ultima squadra qualificata alla Serie A - 1ª Divisione Nazionale 2018-2019 si gioca una triangolare in campo neutro. La sede di gioco è Borgo San Lorenzo, in provincia di Firenze.

### Risultati
| Squadra 1 | Squadra 2     | Risultato    |
| --------- | ------------- | ------------ |
| Cologne   | Oriago-Padova | 25 mag. 2018 |
| Cologne   | Oriago-Padova | 27 - 23      |

| Squadra 3 | Squadra 2     | Risultato    |
| --------- | ------------- | ------------ |
| Fondi     | Oriago-Padova | 26 mag. 2018 |
| Fondi     | Oriago-Padova | 30 - 23      |

| Squadra 3 | Squadra 1 | Risultato    |
| --------- | --------- | ------------ |
| Fondi     | Cologne   | 27 mag. 2018 |
| Fondi     | Cologne   | 23 - 26      |

- Cologne qualificata alla Serie A - 1ª Divisione Nazionale 2018-2019.

## Playoff Scudetto

### Semifinali
| Squadra 1 | Squadra 2     | Andata      | Ritorno     |
| --------- | ------------- | ----------- | ----------- |
| Pressano  | Junior Fasano | 1 mag. 2018 | 5 mag. 2018 |
| Pressano  | Junior Fasano | 24 – 21     | 21 – 27     |
| Bozen     | Conversano    | 1 mag. 2018 | 5 mag. 2018 |
| Bozen     | Conversano    | 29 – 29     | 27 – 28     |

### Finale
| Squadra 1     | Squadra 2  | Gara 1                   | Gara 2                       | Gara 3                      |
| ------------- | ---------- | ------------------------ | ---------------------------- | --------------------------- |
| Junior Fasano | Conversano | 12 mag. 2018, Conversano | 19 mag. 2018, Martina Franca | 26 mag.2018, Martina Franca |
| Junior Fasano | Conversano | 26 - 29                  | 26 - 18                      | 29 - 23                     |

## Classifica marcatori
| Giocatore           | Squadra           | Reti |
| ------------------- | ----------------- | ---- |
| Stefano Arcieri     | Cingoli           | 195  |
| Erik Udovičić       | Trieste           | 195  |
| Allan Luis Pereira  | Valentino Ferrara | 194  |
| Riccardo Stabellini | Conversano        | 190  |
| Uroš Lazarević      | Brixen            | 170  |
| Sérgio Crespo Diego | Trieste           | 162  |
| Fernando Bono       | Gaeta             | 160  |
| Gianluca Dapiran    | Bozen             | 158  |
| Andrea Bašić        | Brixen            | 156  |
| Marco Pittarella    | Oriago-Padova     | 155  |
| Marko Bobičić       | Noci              | 154  |
| Miloš Filić         | Fondi             | 154  |
| Luka Kovačević      | Carpi             | 153  |
| Alessio Moretti     | Cassano Magnago   | 146  |
| Dinko Dedović       | Conversano        | 145  |
| Alberto Riello      | Cologne           | 141  |
| Federico D'Alberti  | Ragusa            | 140  |
| Darko Pavlović      | Malo              | 140  |
| Lorenzo Nocelli     | Cingoli           | 138  |
| Federico Mazza      | Cologne           | 137  |

## Campioni
| Vincitore Serie A - 1ª Divisione Nazionale 2017-2018 |
| ---------------------------------------------------- |
| Pallamano Junior Fasano 3º titolo                    |

### Formazione tipo
| N. | Giocatore          | Ruolo            |
| -- | ------------------ | ---------------- |
| 16 | Vito Fovio         | Portiere         |
| 13 | Demis Radovčić     | Ala sinistra     |
| 17 | Leonardo De Santis | Terzino sinistro |
| 18 | André Alves Leal   | Centrale         |
| 89 | Giulio Venturi     | Terzino destro   |
| 3  | Nicolò D'Antino    | Ala destra       |
| 5  | Pasquale Maione    | Pivot            |